# Мюмтаз Сойсал
Осман Мюмтаз Сойсал (тур. Osman Mümtaz Soysal; 15 вересня 1929, Зонгулдак, Туреччина — 11 листопада 2019, Стамбул, Туреччина) — турецький професор конституційного права, політолог, політик, правозахисник, в'язень сумління, старший радник, колумніст і письменник.
1994 році став 30-м міністром закордонних справ. 1961 року був членом парламенту Установчих зборів, а у 1991—1999 роках — Великих національних зборів.
Брав активну участь у розробці конституцій Туреччини (1961) і Республіки Конго (2006). Був конституційним радником президента Північного Кіпру Рауфа Денкташа.
Обраний до Міжнародного виконавчого комітету Amnesty International у вересні 1974 року як перший турецький член і перший колишній в'язень сумління. У 1976—1978 роках обіймав посаду віцеголови організації. 1978 року став першим лавреатом премії ЮНЕСКО за освіту в галузі прав людини.
Як відданий кемаліст наполегливо працював проти політики приватизації та ініціатив турецького уряду, особливо 1990-х років. У квітні 1994 року заснував Центр розвитку громадського підприємництва, а 1996 року організацію перетворили на фонд.
Був членом Республіканської народної партії, Соціал-демократичної популістської партії та Демократичної лівої партії. 2002 році разом з багатьма науковцями заснував Незалежну республіканську партію та був першим головою партії з 2002 до 2014 рік.

## Ранні роки та кар'єра
Народився 15 вересня 1929 року в Зонгулдаку, Туреччина, в сім'ї військовика Османа Мухтара та його дружини Саміє. Закінчив ліцей Галатасарай та вступив до Університету Анкари, де здобув ступінь у галузі політичних наук, а потім — юридичних.
Став професором конституційного права в університеті Анкари. Увійшов до Установчих зборів Туреччини після військового перевороту 1960 року та брав участь у написанні Конституції Туреччини 1961 року.
Був учасником лівої політики. 1961 року заснував політичний журнал «Yön». Він також став деканом на факультеті політичних наук університету Анкари, який на той час був знаний своєю лівою політикою.

## Арешт
Внаслідок державного перевороту 1971 року втратив посаду декана. Незадовго до арешту працював головним редактором щойно заснованого щотижневого політичного журналу «Ортам». За комуністичну пропаганду засуджений на шість років і восьми місяців позбавлення волі та отримав довічну заборони обіймати державні посади. Після 14 місяців проведених за ґратами помилуваний. У період ув'язнення потрапив до списку в'язнів сумління Amnesty International. 1974 року став першим колишнім в'язнем сумління, який працював у Міжнародному виконавчому комітеті Amnesty International. Працював у раді організації до 1976 року, ставши її заступником голови.

## Подальша кар'єра
1991 року як член Соціал-демократичної популістської партії переміг на виборах до Великих національних зборів в коаліції з Партією вірного шляху прем'єр-міністра Сулеймана Деміреля. Критикував політики уряду як член зборів. Прем'єр-міністр Тансу Чілер призначила його міністром закордонних справ, але через чотири місяці він подав у відставку.
У 1974—1991 роках писав для щоденної газети «Міллєт», у 1991—2001 роках — для «Hürriyet» і після 2001 року — для «Джумхурієт».

## Особисте життя
Був одружений з Севгі Сойсал (до її смерті 1976 року). Пізніше одружився з Севінч Карасапан Сойсал, яка була дочкою дипломата Джелала Тевфіка Карасапана. У нього було дві дочки, Дефне (1973) і Фунда (1975), а також два пасерби.
Помер у 90 років 11 листопада 2019 року у своєму будинку в Бешикташі, Стамбул, Туреччина. Похований на цвинтарі Зінджирлікую після релігійної похоронної служби в мечеті Зінджирлікую.